# Calamus opacus
Calamus opacus är en enhjärtbladig växtart som beskrevs av Carl Ludwig von Blume. Calamus opacus ingår i släktet Calamus och familjen Arecaceae. Inga underarter finns listade i Catalogue of Life.